# 5348 Kennoguchi
5348 Kennoguchi eller 1988 BB är en asteroid i huvudbältet, som upptäcktes den 16 januari 1988 av den japanske amatörastronomen Takuo Kojima i Chiyoda. Den är uppkallad efter den japanske bergsklättraren Ken Noguchi.
Asteroiden har en diameter på ungefär 15 kilometer och den tillhör asteroidgruppen Dora.